# ゴールデン・ゲート (旅客列車)
ゴールデン・ゲート (Golden Gate)は、アッチソン・トピカ・アンド・サンタフェ鉄道 (Atchison, Topeka and Santa Fe Railway)により運行された旅客列車のひとつ。

## 概要
軽量の流線形列車には、列車番号60～63が付与され、サンウォーキン渓谷を経由してカリフォルニア州 リッチモンド (Richmond, California)とロサンゼルス (Los Angeles)を結んだ。サンフランシスコ (San Francisco)とリッチモンド、ベーカーズフィールド (Bakersfield)とロサンゼルス間は同社のバスが連絡した。
オークランド (Oakland)、ロサンゼルス間を直通したサザン・パシフィック鉄道 (Southern Pacific Railroad)のサンホーキン・デイライト(San Joaquin Daylight)と競争関係にあったが、1963年4月に運行を停止した。現在、アムトラック(Amtrak)のサンウォーキン(San Joaquins)がほぼ同じルートを走行している。

## 歴史
- 1936年：オークランド・ベイブリッジ開通
- 1938年：ゴールデン・ゲート(Golden Gate)運行開始
- 1949年：60､61列車に寝台車を連結
- 1957年：62､63列車に郵便車を連結
- 1958年：列車後部への展望車連結廃止
- 1968年：ゴールデン・ゲート(Golden Gate)運行停止